# Schlotheimia pungens
Schlotheimia pungens là một loài Rêu trong họ Orthotrichaceae. Loài này được E.B. Bartram miêu tả khoa học đầu tiên năm 1936.